# Redouane Mrabet
Redouane Mrabet, né le 1er janvier 1985 à Tanger, est un footballeur marocain évoluant au poste de latéral droit à l'Ittihad de Tanger.

## Biographie
Avec le club du Hassania d'Agadir, il joue 48 matchs en première division marocaine, sans inscrire de but.

## Palmarès

### En club
Ittihad de Tanger
- Championnat du Maroc
  - Vainqueur : 2018